# 9K37 Buk
9K37 Buk (w kodzie NATO SA-11 Gadfly) – system kierowanych rakiet ziemia–powietrze, opracowanych w ZSRR w 1979. Następca systemu 2K12 Kub (w kodzie NATO SA-6 Gainful).
9K37 został zaprojektowany w celu zwalczania trudnych do przechwycenia celów, jak manewrujące samoloty, śmigłowce czy pociski typu Cruise. Przy projektowaniu systemu zwrócono także uwagę na odporność na zakłócenia.

## Zestaw systemu
W skład systemu przeciwlotniczego 9K37 Buk wchodzi:
- 9S18 – stacja radiolokacyjna,
- 9S470 – stanowisko dowodzenia,
- 9A310 – samobieżna wyrzutnia rakiet,
- 9A39 – pojazd załadowczo-startowy.

## Pocisk rakietowy
Pocisk do systemu przeciwlotniczego 9K37 ma 5,5 metra długości, masę całkowitą 690 kg, masę głowicy bojowej 70 kg. Pocisk wyposażony jest w radarowy zapalnik zbliżeniowy i wybucha gdy znajdzie się w pobliżu celu. Zwiększa to prawdopodobieństwo trafienia przy prędkości zbliżenia się do celu dochodzącej nawet do 3000 km/h. Pocisk napędzany jest przez silnik rakietowy na stały materiał pędny.
Prawdopodobieństwo zniszczenia celu wynosi:
- 0,6 – 0,9 w przypadku samolotów,
- 0,4 – 0,7 w przypadku śmigłowców,
- 0,4 w przypadku pocisków manewrujących.

## Wersje
- 3K90 M-22 Uragan (kod NATO: SA-N-7) – wersja morska, znajdująca się na uzbrojeniu m.in. niszczycieli rakietowych projektu 956 (w kodzie NATO Sovremenny).
- 9K37M1-2 (kod NATO: SA-17 Grizzly / SA-N-12) – nowsza wersja systemu wyposażona w nowy radar.
- 9K317M Buk-M3 – najnowsza wersja, z 6 efektorami, o zasięgu 70 km, zróżnicowane kryteria naprowadzania, jej parametry nie są dokładnie znane, według informacji producenta zwalczająca wszystkie znane rodzaje samolotów i pocisków, na pułapach 5 m – 35 km, a według innych źródeł 5 m – 25 km przy maksymalnej prędkości do 850 m/s (~3000 km/h), czas reakcji 10 sekund, liczba kanałów celu 36, liczba kanałów pocisku 72 (dane o liczbie kanałów nie zostały jeszcze potwierdzone), przetestowana poligonowo w czerwcu 2016, przyjęta do uzbrojenia prawdopodobnie w roku 2016, w styczniu 2017 zatwierdzona dla eksportu[2].

## Użytkownicy
Aktualni użytkownicy
- Algieria
- Armenia
- Azerbejdżan
- Białoruś – 12 (stan na 2016 rok)[3]
- Chiny
- Egipt – Buk-M1 i Buk-M2.[4]
- Gruzja
- Indie
- Iran
- Korea Północna
- Rosja
- Serbia
- Syria
- Ukraina
- Wenezuela – od 2013 roku.

Byli użytkownicy
- Finlandia – w 1996 roku otrzymała 18 zestawów w ramach rozliczania przez Rosję swojego zadłużenia zagranicznego. Obecnie został zastąpiony przez system NASAMS 2.
- Jugosławia – Po rozpadzie Jugosławii wszystkie zostały przekazane Serbii.
- ZSRR

Przed 1990 rokiem kompleks 9K37M1E „Gang” miał wejść na uzbrojenie państw Układu Warszawskiego, jednak dostaw nie zrealizowano, ponieważ Układ Warszawski przestał istnieć.

## Zastosowanie
System był używany w wojnie w Osetii Południowej w 2008 r.
Według dochodzenia prowadzonego przez holenderski urząd do spraw bezpieczeństwa (OVV), samolot Malaysia Airlines: „został zestrzelony przez wyprodukowany w ZSRR pocisk Buk”.
Podczas rosyjskiej inwazji na Ukrainę ukraińskie wyrzutnie Buk-M1 zostały w 2023 roku zintegrowane z amerykańskimi    pociskami AIM-7 Sparrow i RIM-7 Sea Sparrow, tworząc systemy tzw. FrankenSAM, które zadebiutowały bojowo 17 stycznia 2024 roku, zestrzeliwując bezzałogowiec Shahed.